# جين زايتس
جين زايتس (بالألمانية: Jane Seitz)‏ هي مونتيرة وممثلة ألمانية، ولدت في 17 أغسطس 1942 في ألمانيا، وتوفيت في 4 يناير 1988.

## وصلات خارجية
- جين زايتس على موقع IMDb (الإنجليزية)
- جين زايتس على موقع ألو سيني (الفرنسية)
- جين زايتس على موقع أول موفي (الإنجليزية)
- جين زايتس على موقع قاعدة بيانات الأفلام السويدية (السويدية)
- جين زايتس على موقع قاعدة بيانات الفيلم (الإنجليزية)
- جين زايتس على موقع كينوبويسك (الروسية)
- جين زايتس على موقع كينوبويسك (الروسية)